# Tiszaalpár alsó megállóhely
Tiszaalpár alsó megállóhely egy Bács-Kiskun vármegyei vasúti megállóhely, Tiszaalpár településen, a MÁV üzemeltetésében. A település Árpádszállás nevű községrésze mellett található, a 4625-ös és 4502-es utak találkozása közelében, közúti elérését a rövidke 46 304-es út biztosítja.

## Vasútvonalak
A megállóhelyet az alábbi vasútvonalak érintik:
- Kiskunfélegyháza–Kunszentmárton-vasútvonal

## Kapcsolódó állomások
A megállóhelyhez az alábbi állomások vannak a legközelebb:
- Borsihalom megállóhely
- Tiszaalpár megállóhely

## Forgalom
| Járat        | Útvonal | Gyakoriság |
| ------------ | --- | ---------- |
| személyvonat | Kiskunfélegyháza – Petőfiváros – Kismindszenti út – Borsihalom – Tiszaalpár alsó – Tiszaalpár – Tiszaalpár felső – Tőserdő – Árpádszállás – Lakitelek – Tiszaug-Tiszahídfő – Tiszaug – Tiszasas – Csépa – Szelevény – Kunszentmárton – Nagytőke – Szentes | Napi 5 pár |